# 蘇瓦松主教座堂

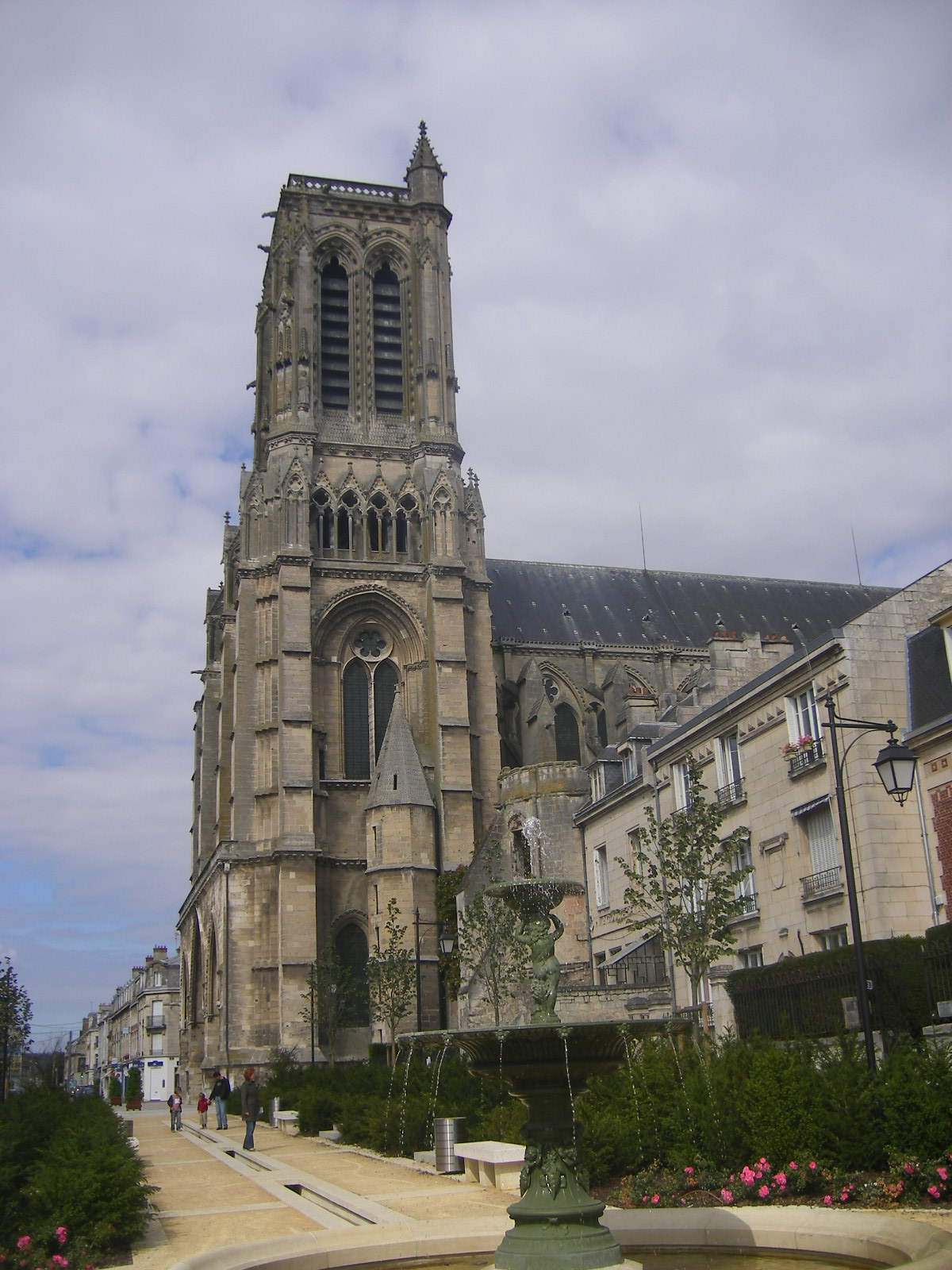
蘇瓦松主教座堂

蘇瓦松圣殿主教座堂 (Basilique Cathédrale Saint-Gervais-et-Saint-Protais de Soissons) 是天主教苏瓦松教区的主教座堂，哥特式建筑，位于 法国蘇瓦松。该堂建于12-13世纪，早于沙特尔主教座堂。
钟楼高66米，在第一次世界大战中曾严重受损，战后修复。
该堂的花窗玻璃也是13世纪作品。部分花窗玻璃在美国巴尔的摩 Walters Art Museum和波士顿 Isabella Stewart Gardner Museum .展出。 

"Gallery
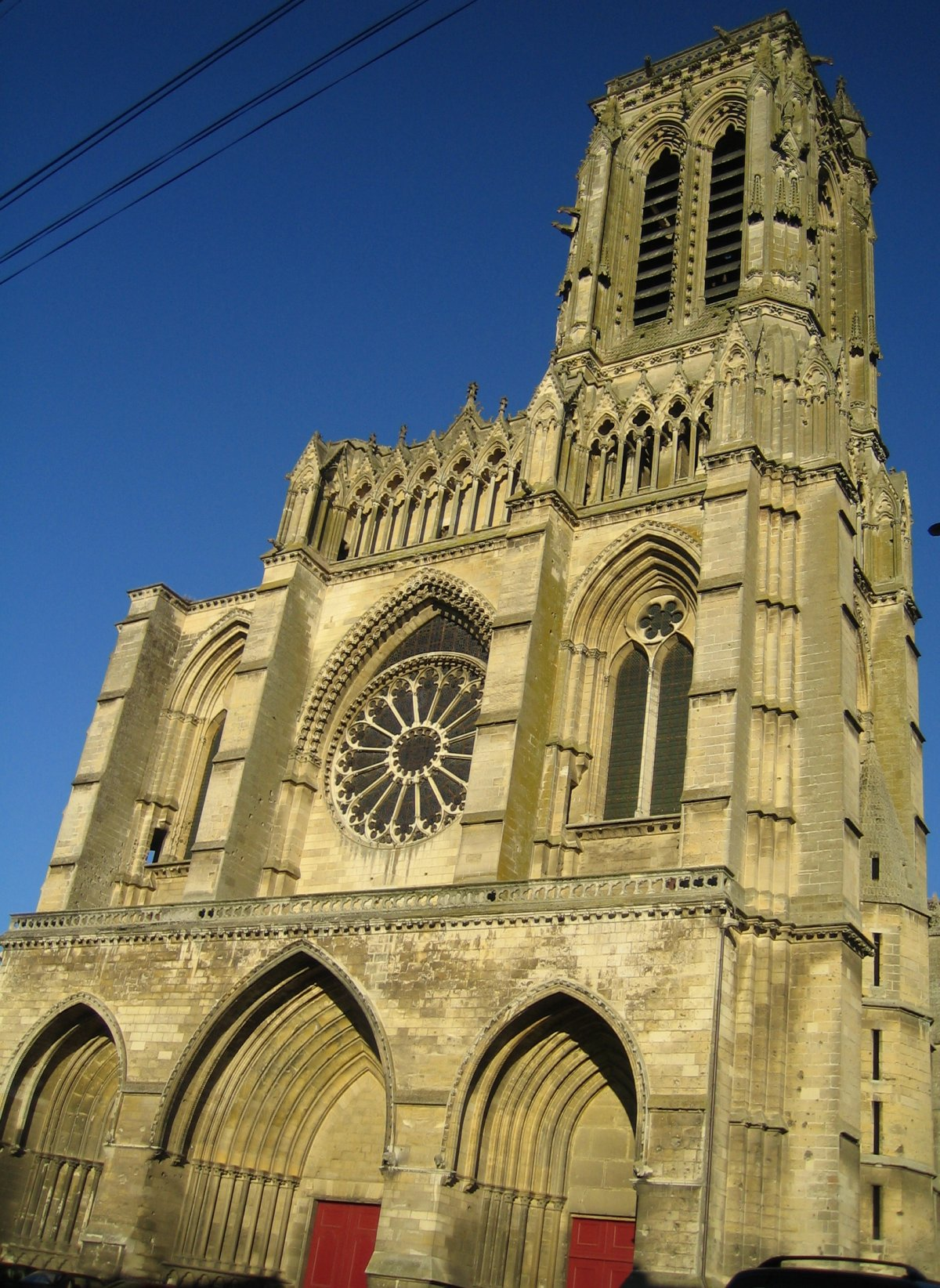
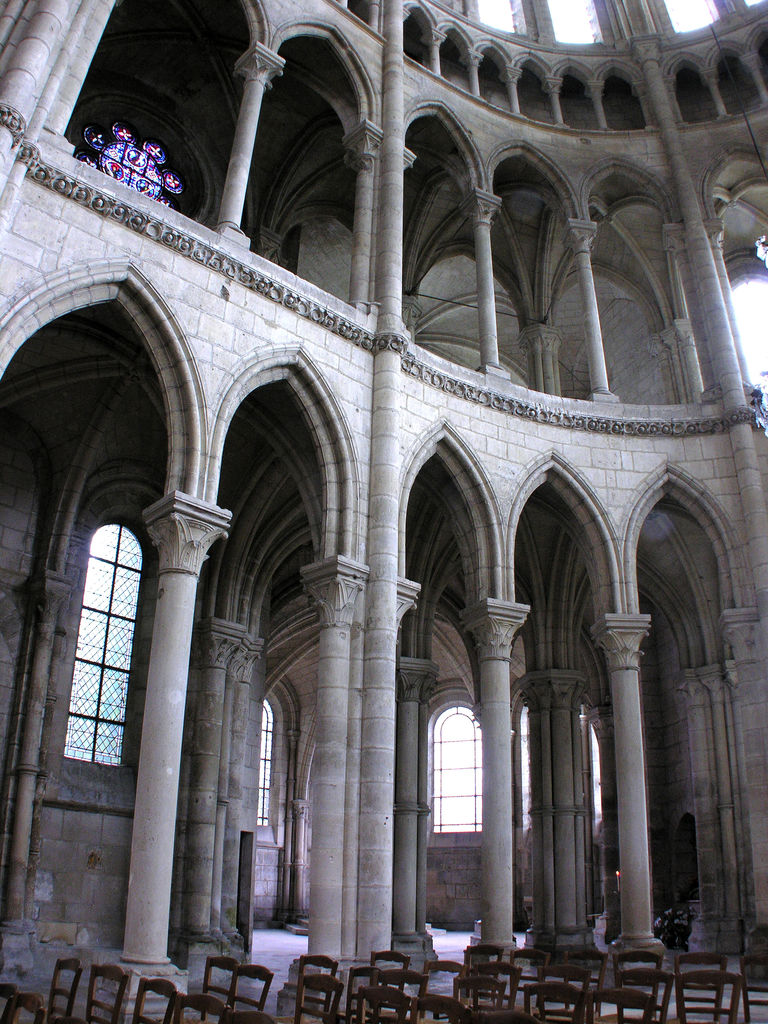
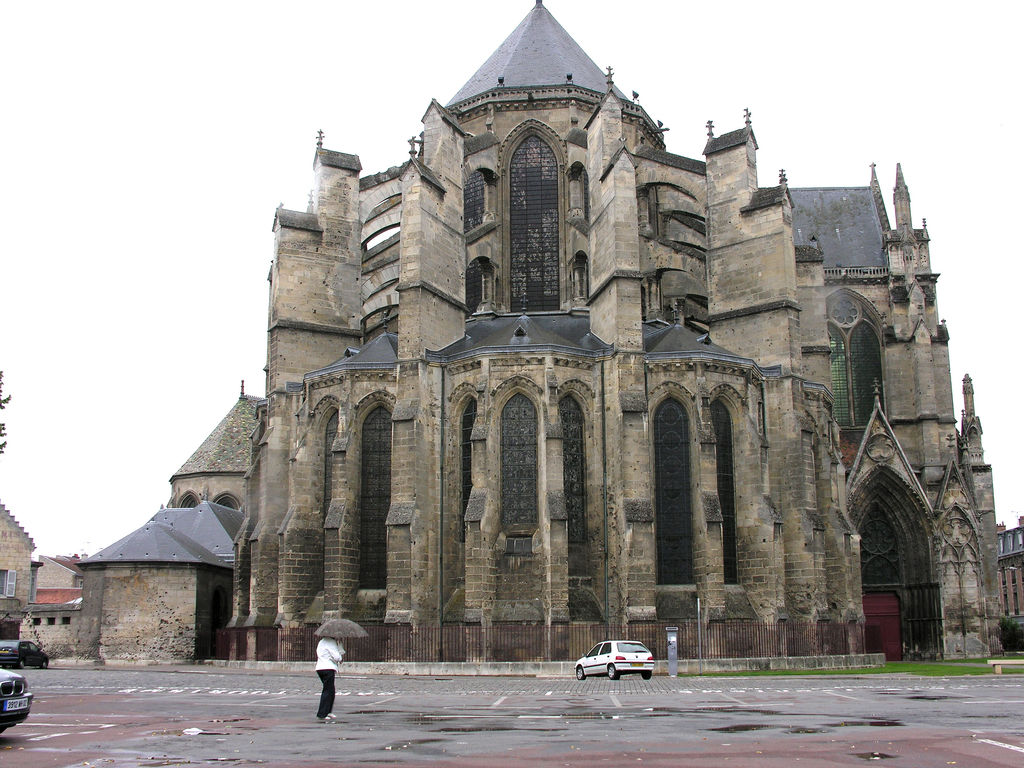

- Gallery